# Мадагаскарски сивогрли петлован
Мадагаскарски сивогрли петлован (лат. Mentocrex kioloides, рус. Мадагаскарский серогорлый пастушок) је врста птице раније сврставане у породицу барских кока (Rallidae), а данас у породицу Sarothruridae. Она је ендемит шума у северном и источном Мадагаскару.
Врста је у прошлости заједно са цингијским петлованом и западноафричким сивогрлим петлованом сврставана у род Canirallus. Међутим, након спроведене студије молекуларне генетике, чији су резултати објављени 2019, а који су показали да је западноафрички сивогрли петлован сроднији врстама из других родова породице барске коке него мадагаскарском сивогрлом петловану и цингијском петловану, ове две врсте су премештене у посебан род Mentocrex, који је премештен у породицу .